# قناة بونكتيسيلت
قناة بونكتيسيلت أو قناطر بونتسيسيلت (بالإنجليزية: Pontcysyllte Aqueduct، بالويلزية: Traphont Ddŵr Pontcysyllte) هي قناة ملاحية معلقة تحمل قناة انجولين على وادي نهر دي في ريكسهام بمقاطعة بورو في شمال شرق ويلز، المملكة المتحدة. تم تشييدها في عام 1805، كأطول وأعلى قناة في بريطانيا، حيث يبلغ طولها 18 كيلو متر. وقد تم إدراج القناة على قائمة مواقع التراث العالمي لليونسكو عام 2009.

## التصميم
تعتبر قناة بونكتيسيلت، إنجازاً من إنجازات الهندسة المدنية للثورة الصناعية. ونظراً للمنطقة الجغرافية الوعرة التي اختيرت لإنشاء هذه القناة، فقد تتطلب ذلك إيجاد حلول مهمة وجريئة في مجال الهندسة المدنية، خاصة وأن هذا العمل تم دون استخدام الكوابح. وتمثل القنطرة إنجازاً نموذجياً رائعاً وبناية معمارية معدنية ضخمة، قام بتصميمها المهندس المدني توماس تيلفورد. أما استخدام المعدن المسبوك والحديد المزخرف في بناء القناة، فقد أتاح إنشاء قناطر خفيفة وضخمة.

## معرض صور

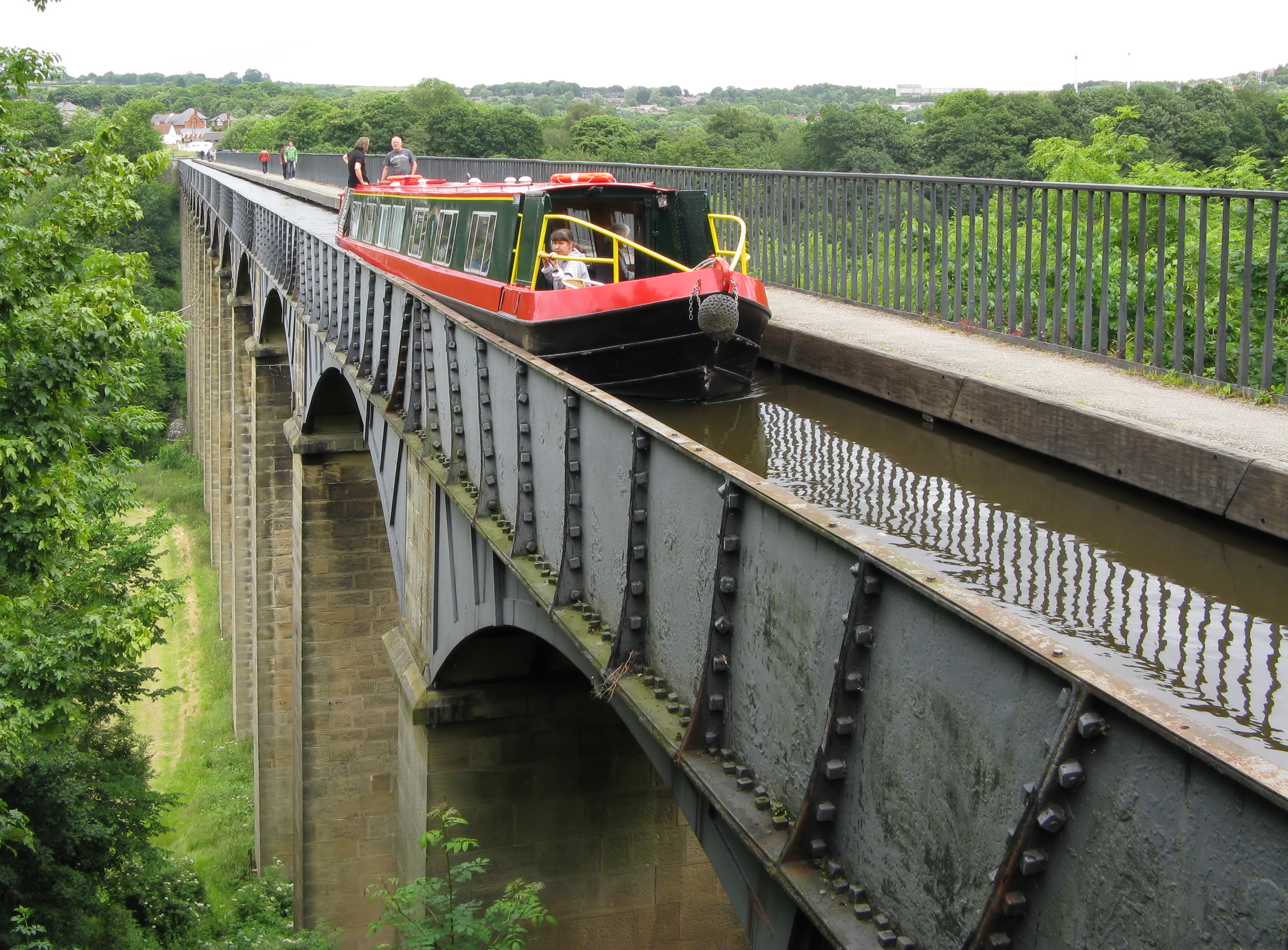
قارب يعبر القناة
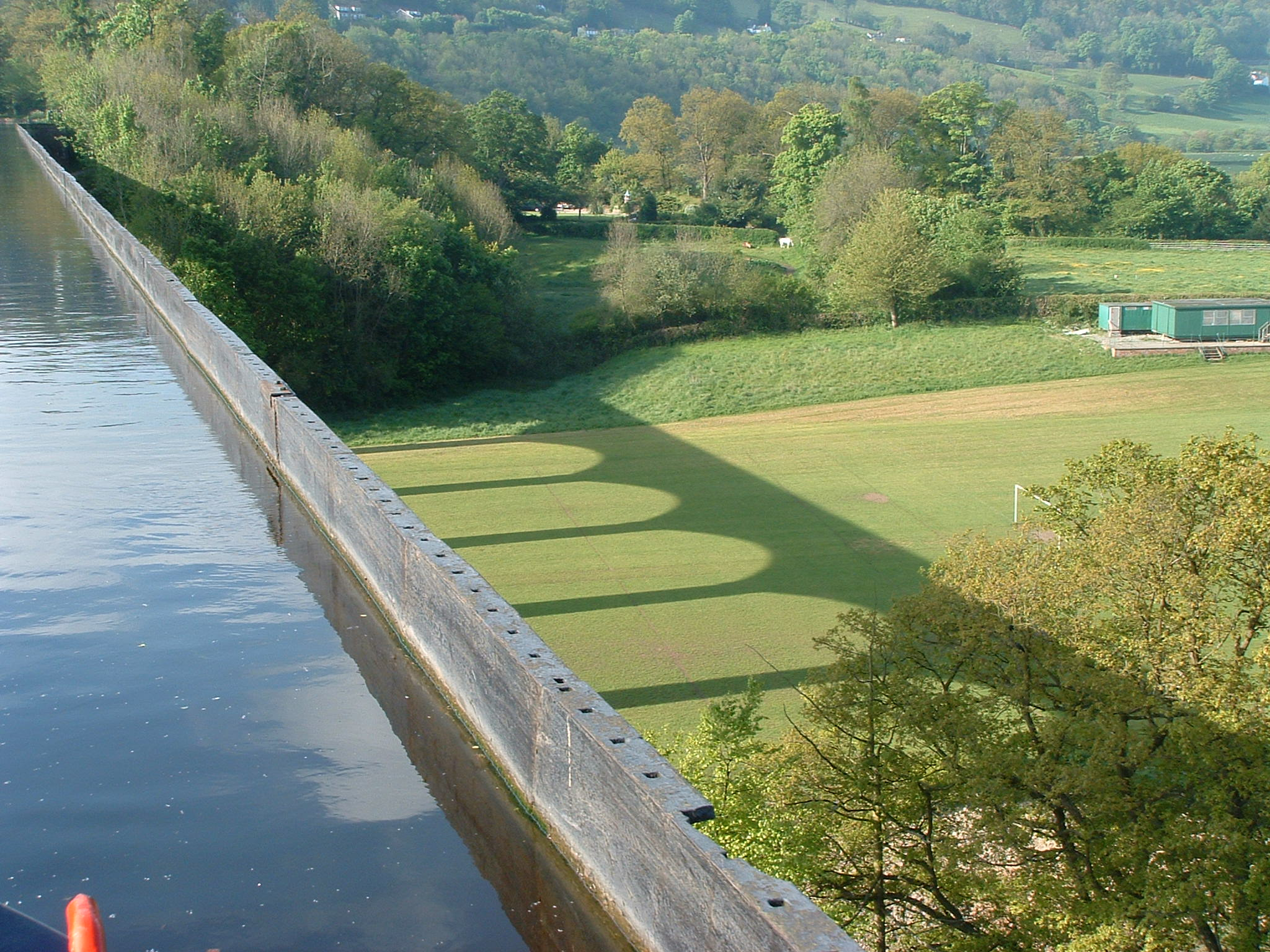
وادي دي من أعلى
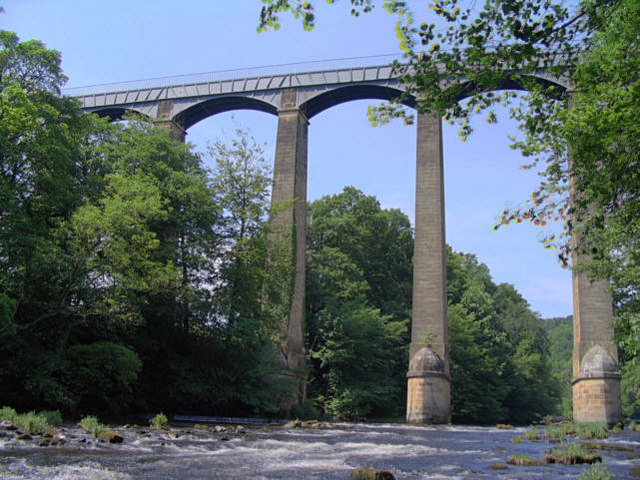
منظر من الوادي
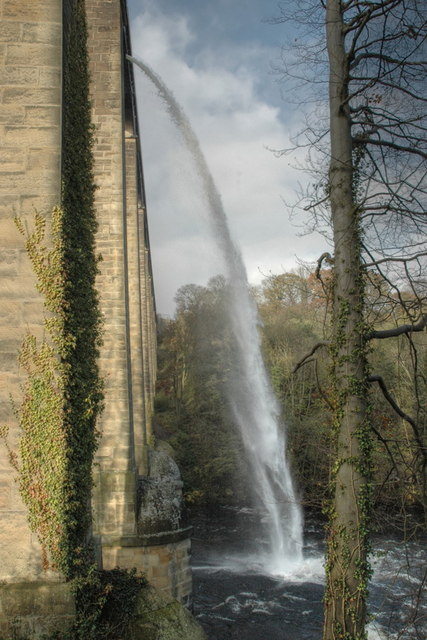
افراغ القناة للصيانة

## أنظر أيضا
- جويرسيلت